# المدلك الصوفي (رواية)
المدلك الصوفي (بالإنجليزية: The Mystic Masseur)‏ هي رواية ساخرة للكاتب البريطاني الحائز على جائزة نوبل فيديادر سوراجبراساد نيبول، نشرت عام 1957، لأول مرة عن دار نشر أندريه دويتش في المملكة المتحدة وفانغارد في الولايات المتحدة.